# Royal Air Force Station Akrotiri

i8
i11
i13

Gebiet der Basis Akrotiri

Die Royal Air Force Station Akrotiri (IATA-Code: AKT, ICAO-Code: LCRA), kurz RAF Akrotiri, ist ein britischer Militärflugplatz im britischen Überseegebiet Akrotiri und Dekelia auf der Mittelmeerinsel Zypern. Die Royal Air Force nutzt den Stützpunkt als Basis für Operationen in den Mittleren Osten.
Der Militärflugplatz liegt auf dem südlichsten Zipfel der Insel, auf der Akrotiri-Halbinsel im souveränen Basisgebiet (Souvereign Base Area) Akrotiri südwestlich von Limassol.

## Geschichte
Der Militärflugplatz existierte bereits vor 1959.
Im Jahr 1957 stellte die Royal Air Force zur Unterstützung des CENTO-Bündnisses das Near East Strike Wing auf, dem vier Staffeln Canberra unterstellt wurden. Hinzu kam zwischen 1967 und 1975 die mit Lightning ausgerüstete 56. Squadron. Die vier Canberra-Staffeln wurden 1969 durch zwei Vulcan-Staffeln abgelöst, die bei Bedarf durch zwei weitere im Vereinigten Königreich stationierte Staffeln verstärkt werden konnten. Diese wurden ebenfalls 1975 zurück nach England verlegt.
Der Flugplatz war von 1972 bis 2023 die Basis einer Search and Rescue (SAR) Helikopterstaffel, der 84. Squadron. Sie setzte bis Ende 1981 die Westland Whirlwind, anschließend bis Anfang 2003 die Westland Wessex und bis März 2023 die Bell 412 Griffin ein. Nach Außerdienststellung der Griffin-SAR Hubschrauber übernahm von März 2023 bis März 2025 ein Detachment der "Puma-Force" mit Aérospatiale SA 330 Puma aus RAF Benson diese Aufgabe.

## Heutige Nutzung
Daneben operieren hier seit Jahrzehnten regelmäßig auf Rotationsbasis Kampfflugzeuge wie früher der Panavia Tornado und heute der Eurofighter Typhoon. Diese führen hier sowohl Übungs- als auch Einsatzflüge durch, letztere im Laufe der Jahre über dem Irak, Libyen oder Syrien. In den Wintermonaten nutzte auch die Red Arrows Kunstflugstaffel den Flugplatz für Trainingsflüge.
Für Aufklärungsflüge im Nahen Osten wird RAF Akrotiri auch von der US-Luftwaffe genutzt, die dort Höhenaufklärer vom Typ Lockheed U-2 einsetzt.

## Zwischenfälle
- Am 9. Juli 1957 verunglückte eine Percival Pembroke C.1 der Royal Air Force (Luftfahrzeugkennzeichen WV745) bei der Landung auf der RAF Station Akrotiri. Die Maschine kam bei der Landung nach einem Bremsversagen von der Piste ab und landete im Graben. Alle Insassen überlebten den Unfall. Das Flugzeug wurde zerstört.[4]

- Am 16. Juni 1962 wurde eine Handley Page Victor B.1 der Royal Air Force (XA929) bei einem zu späten Startabbruch auf der RAF Station Akrotiri zerstört. Die schwer beladene Maschine hob am Startbahnende noch kurz ab, stürzte dann wieder zu Boden, zerbrach in mehrere Teile und kam 1040 Meter hinter dem Bahnende zum Stillstand. Schon kurz nach dem ersten Aufschlag brach ein Feuer aus. Alle 6 Besatzungsmitglieder kamen ums Leben.[5]

- Am 18. Juni 1969 wurde eine Percival Pembroke C.1 der Royal Air Force (WV706) auf der RAF Station Akrotiri irreparabel beschädigt. Nähere Einzelheiten sind derzeit nicht verfügbar. Es gab keine Todesfälle.[6]

- Am 4. November 1980 konnte an einer Canadair CL-44D4-1 der Cyprus Airways (5B-DAN) das Fahrwerk nicht ausgefahren werden. Auf der RAF Station Akrotiri wurde daraufhin eine Landung auf einem Schaumteppich durchgeführt. Das Flugzeug wurde irreparabel beschädigt. Alle drei Besatzungsmitglieder, die einzigen Insassen auf dem Trainingsflug, überlebten den Unfall.[7]